# Sangouiné
Sangouiné  est une localité de l'ouest de la Côte d'Ivoire , dans la région du Tonkpi et appartenant au département de Man. Située précisément sur l’axe Man-Danané à 28 km de Man et à 42 km de Danané, la localité de Sangouiné est un chef-lieu de commune.

## Sports
La ville dispose d'un club de football, le Makindé FC, qui évolue en Championnat de division régionale,  équivalent d'une « 4e division ».